# Zwartstaartfluiter
De zwartstaartfluiter (Pachycephala melanura) is een zangvogel uit de familie Pachycephalidae (dikkoppen en fluiters).

## Kenmerken
De vogel kan een lengte bereiken van 18 cm.

## Leefwijze
Het voedsel bestaat uit kleine dieren, die het dier zoekt tussen de wortels van mangroven.

## Verspreiding en leefgebied
Deze soort komt voor van de kusten van noordelijk Australië tot de Salomonseilanden en telt zes ondersoorten:
- P. m. dammeriana: Damar.
- P. m. dahli: Bismarck-archipel en zuidoostelijk Nieuw-Guinea.
- P. m. spinicaudus: zuidelijk Nieuw-Guinea en de eilanden in de Straat Torres.
- P. m. violetae: noordelijk Australië.
- P. m. melanura: noordwestelijk Australië.
- P. m. robusta: noordelijk Australië.

De vogel leeft in de mangrovebossen en in niet onderlopende kustbossen.